# Centre hospitalier Princesse-Grace
Le centre hospitalier Princesse-Grace (monégasque : centru uspitalie̍ Principessa Grace), abrégé CHPG, est le seul hôpital public de Monaco, inauguré en 1902 sous le nom d'« Hôpital Prince Albert », rebaptisé en 1958 du nom de Grace Kelly, princesse consort de Monaco.

## Historique
En 1818, alors qu'il n'existe qu'un hospice civil sur le rocher de Monaco, le prince Honoré V fait construire un hôpital dans le quartier des Salines. C'est sur ce même emplacement que le prince Albert Ier inaugure l'hôpital moderne en 1902, avec une capacité d'accueil de 120 lits. Dans les années 1920, le prince Louis II crée une école d'infirmières au sein de l'hôpital Prince Albert. Cet institut de formation en soins infirmiers a formé, depuis 80 ans, plus de 2 000 professionnels de santé.
En septembre 2006, la principauté lance un appel d'offres en vue de la construction du nouvel hôpital Princesse-Grace nouvelle génération. En 2013, l'hôpital ouvre son Centre de gérontologie clinique (Centre Rainier III). En 2015, la base-vie, qui constitue le cœur des opérations de développement de l'hôpital, est inaugurée.

## Description
L'hôpital Princesse Grace est un établissement public créé par la Loi 127 du 15 janvier 1930, et régi par la loi 918 du 27 décembre 1971.
Le centre hospitalier est doté d’une capacité totale de 845 lits répartis sur trois sites principaux, tous regroupés dans le quartier du Jardin exotique, au sud-ouest de la principauté : le CHPG, le Cap Fleuri et à Qietüdine.
L'établissement accueille principalement les patients de Monaco et des communes françaises limitrophes des Alpes-Maritimes. Il dispose d'une chapelle et d'une aumônerie catholique, ainsi que d'une antenne de la Croix-Rouge monégasque.
En 2017, l'hôpital a accueilli 33 990 patients et accompagné 970 naissances. L'hôpital compte 2 258 employés dans son personnel non médical et 273 dans son équipe médicale.
L'hôpital compte plus de 21 spécialités médicales ainsi qu'un centre de dépistage et de détection des maladies cardiovasculaires et de certaines cancers. Il est également doté d'équipements techniques (IRM, scanner, échodoppler, endoscopes, salle d'électrophysiologie, oculomètre, etc.). 

### Développement futur
Un nouveau centre hospitalier est en construction afin d'obtenir la certification « sans réserve et sans recommandation », avec la note A  de la Haute Autorité de santé (HAS).

### Formation
Le Centre Hospitalier Princesse Grace intègre un Institut de Formation en Soins Infirmiers (I.F.S.I.). Ce dernier assure la formation de 90 étudiants par an.
Un collège de formation médicale, une association accréditée par le CNFMC (Conseil National de Formation Médicale Continue), est également assuré par le centre hospitalier de la principauté. 

## Direction
- 2008-2018 : Patrick Bini[10]
- Depuis 2018 : Benoîte de Sevelinges[11],[10].

## Célébrités nées au CHPG

### Personnalités de la famille princière monégasque
- Andrea Casiraghi, fils aîné de la princesse Caroline (1984)[12],[13]
- Charlotte Casiraghi, fille aînée de la princesse Caroline (1986)[12],[13]
- Pierre Casiraghi, fils cadet de la princesse Caroline (1987)[12],[13]
- Louis Ducruet, fils aîné de la princesse Stephanie (1992)[12]
- Pauline Ducruet, fille aînée de la princesse Stephanie (1994)[12]
- Camille Gottlieb, fille cadette de la princesse Stephanie (1998)
- Raphaël Elmaleh, fils aîné de Charlotte Casiraghi, et Gad Elmaleh (2013)
- Gabriella de Monaco, fille aînée du prince souverain Albert et de Charlene Wittstock (2014)[14]
- Jacques de Monaco, prince héréditaire, fils cadet du prince souverain Albert et de Charlene Wittstock (2014)[15]
- Balthazar Rassam, fils cadet de Charlotte Casiraghi, et Dimitri Rassam (2018)
- Victoire Ducruet, fille de Louis Ducruet et de Marie Chevallier (2023)

## Distinction

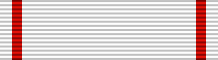
Ruban du chevalier de l'ordre des Grimaldi

Par ordonnance souveraine no 8346 du 16 novembre 2020 décernant l'ordre des Grimaldi, le centre hospitalier, conjointement à la Croix-Rouge monégasque, se voit décerner le grade de chevalier de l'ordre des Grimaldi, « en raison de [son] dévouement, au service de la communauté, dans la lutte contre la pandémie de Covid-19 ».